# 樟腦丸

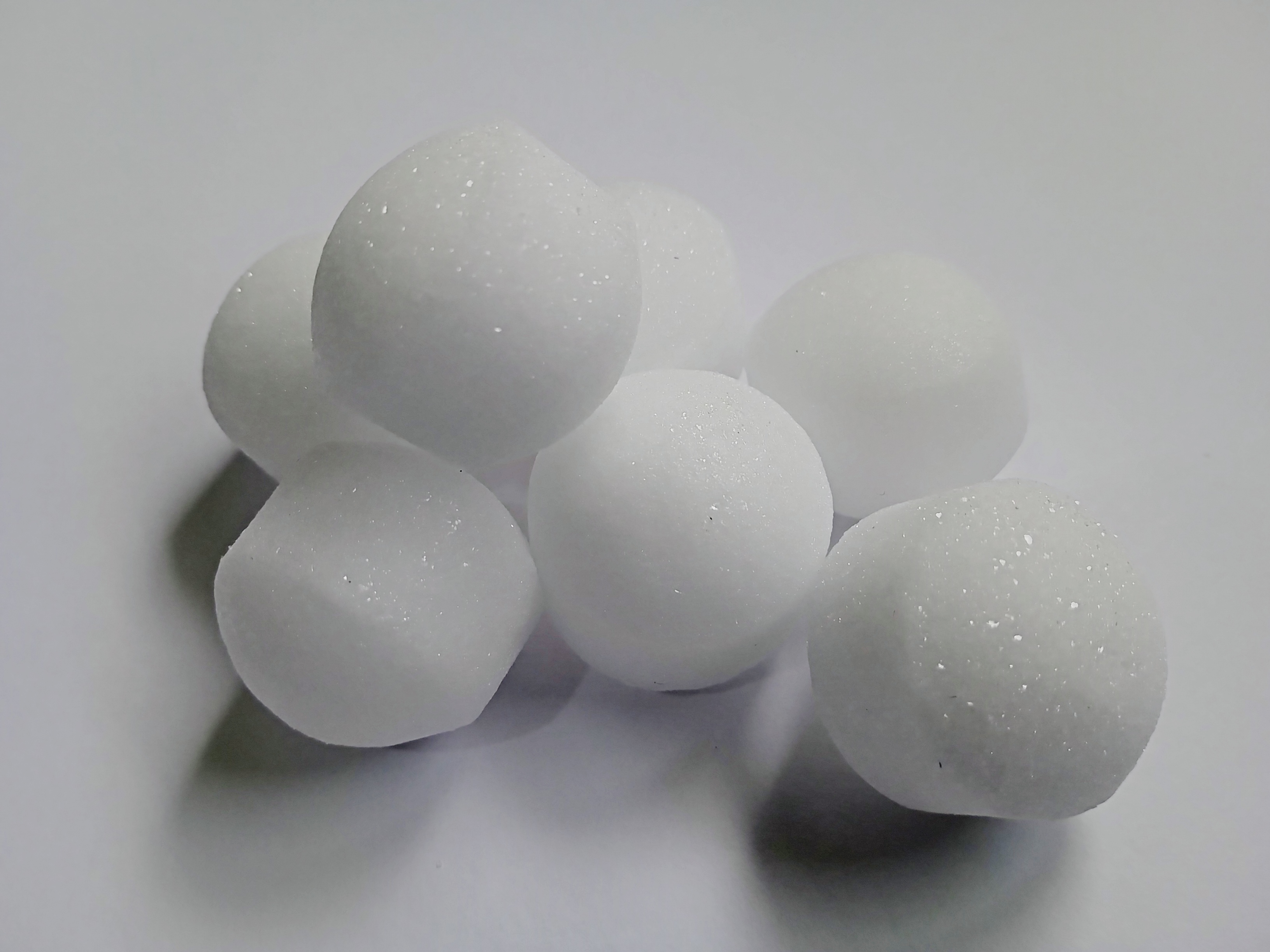
樟腦丸

樟脑丸（英語：Mothball），又称卫生球、卫生丸、防蛀球、臭蛋、臭丸，是一类用作杀虫剂、除臭剂的球状固体，主要用于防治衣物中的虫害（主要是衣蛾）和防黴。樟脑丸得名自樟树树干中含有的樟脑。由于过去的卫生球很多使用萘，此类卫生球又称作萘丸。

## 成分
虽然“樟脑丸”得名自樟脑，但是常见的樟脑丸经常使用其他物质：过去的卫生球使用易燃的萘与萘酚，因此又稱為萘丸；现在则大部分被对二氯苯所取代。这两种物质都有一种强烈的怪异甜气味，也就是所谓的“卫生球味”。相比之下，樟脑的气味有清凉感。这两种固体和樟脑一样，都直接升华成为气体，对蛾子、其幼虫及人有毒。
使用萘和对二氯苯的樟脑丸不可共用，不然可能永久损伤想要保存的物品。
使用樟脑的樟脑丸一般称为“天然樟脑丸”，而使用萘和对二氯苯等石油化工品的樟脑丸则经常称为“合成樟脑丸”；樟脑这种物质本身也可以由松节油合成制得。天然樟脑丸的密度稍小于水，而合成樟脑丸则会沉于水底。
同样用于防黴防蛀的樟脑制品还有香樟木块、樟树球等。

## 用途
除了用于杀灭衣蛾、蠹魚之类的昆虫之外，含萘樟脑丸可以用于驱赶蝙蝠，防止其在阁楼中安营扎寨。有些人使用樟脑丸驱赶蛇、老鼠和松鼠，但國家農藥信息中心建議不要使用樟脑丸，因為可能對人或環境有害。樟脑丸可以危害宠物和小孩，因此大部分标识都要求放在封闭容器中使用。
直线竞速赛选手使用将萘制樟脑丸溶解进汽油，再过滤出未溶解的固体，以期提高其辛烷值。流言终结者的《Scuba Diver, Car Capers》（2004）一集指出，萘丸大约的确可以提高汽车的马力。
萘和对二氯苯曾用于制作小便斗除臭劑。

## 安全
成人食入2克樟脑即可引发严重中毒，食入4克可致命。萘的致死剂量估计在1-2克左右。对二氯苯的毒性较萘低，成人可以承受20克的口服剂量。
美国卫生及公共服务部认为，对二氯苯可以“合理推定为致癌物质”。对二氯苯在动物中可以致癌，但尚未在人类中进行大规模的研究。美国国家毒性项目、国际癌症研究机构（IARC）和加利福尼亚州都认为对二氯苯致癌。
患有G6PD缺乏症（蠶豆症）的人不可接觸萘制成的樟脑丸，否則會誘發溶血反應。（111）
IARC将萘列为2B類致癌物，即“可能导致人类和动物产生癌症”。IARC还指出，对萘的急性暴露会造成人类、大鼠、兔子、小鼠产生白内障；慢性暴露在其蒸汽中还可造成视网膜出血。因此，欧盟自2008年起开始禁用萘丸。中国大陆自1993年起就停止生产、销售萘丸，并提倡使用樟脑取代。
科羅拉多大學波德分校的研究人员使用秀麗隱桿線蟲作为模型，指出了两种合成樟脑丸致癌的可能机理。
萘和对二氯苯都会造成肠胃不适。（111）对二氯苯有神经毒性：一些青年会娱乐性地吸入对二氯苯，造成类似酒醉的神经毒性症状。